# League Cup 1997/98
Der League Cup 1997/98 war die 38. Austragung des Football League Cup (meist nur als League Cup bekannt).
Am Pokalwettbewerb, der am 11. August 1997 für die 92 englischen Spitzenvereine begann, nahmen die Mannschaften der ersten bis vierten englischen Profiliga teil. Die ersten beiden Runden wurden über Hin- und Rückspiel, die folgenden drei Runden im K.-o.-System über eine Partie und im Halbfinale wieder über Hin- und Rückspiel entschieden. Das Finale im Wembley-Stadion entschied am 29. März 1998 der Erstligist FC Chelsea für sich. Unterlegener Finalist war wie im Vorjahr der FC Middlesbrough.

## Wettbewerb

### Erste Runde
Zur ersten Runde traten die Vereine an, die in der Vorsaison 1996/97 die 70 schwächsten Platzierungen in der Gesamttabelle aller vier Profiligen belegt haben. Anders gesprochen hatten 22 Mannschaften der ersten Liga (inklusive zwei Erstligaabsteiger) in der ersten Runde ein Freilos.
|                        | Gesamt          |                         | Hinspiel | Rückspiel |
| ---------------------- | --------------- | ----------------------- | -------- | --------- |
| FC Darlington          | 2:3             | Notts County            | 1:1      | 1:2 n. V. |
| Crewe Alexandra        | 5:6             | FC Bury                 | 2:3      | 3:3 n. V. |
| Colchester United      | 1:2             | Luton Town              | 0:1      | 1:1       |
| Doncaster Rovers       | 1:10            | Nottingham Forest       | 0:8      | 1:2       |
| FC Gillingham          | 0:4             | Birmingham City         | 0:1      | 0:3       |
| Lincoln City           | 2:3             | FC Burnley              | 1:1      | 1:2       |
| Huddersfield Town      | 3:2             | Bradford City           | 2:1      | 1:1       |
| Chester City           | 1:5             | Carlisle United         | 1:2      | 0:3       |
| Charlton Athletic      | 1:4             | Ipswich Town            | 0:1      | 1:3       |
| FC Brentford           | 6:4             | Shrewsbury Town         | 1:1      | 5:3       |
| AFC Bournemouth        | 1:2             | Torquay United          | 0:1      | 1:1 n. V. |
| FC Blackpool           | 1:1 (4:2 i. E.) | Manchester City         | 1:0      | 0:1       |
| Brighton & Hove Albion | 2:4             | Leyton Orient           | 1:1      | 1:3       |
| Bristol City           | 2:1             | Bristol Rovers          | 0:0      | 2:1 n. V. |
| Cardiff City           | 2:4             | Southend United         | 1:1      | 1:3       |
| Cambridge United       | 2:3             | West Bromwich Albion    | 1:1      | 1:2 n. V. |
| Macclesfield Town      | 1:2             | Hull City               | 0:0      | 1:2 n. V. |
| Mansfield Town         | 7:8             | Stockport County        | 4:2      | 3:6       |
| Swindon Town           | 1:3             | FC Watford              | 0:2      | 1:1       |
| FC Scarborough         | 1:4             | Scunthorpe United       | 0:2      | 1:2       |
| Rotherham United       | 1:5             | Preston North End       | 1:3      | 0:2       |
| Tranmere Rovers        | 4:3             | Hartlepool United       | 3:1      | 1:2       |
| FC Walsall             | 3:0             | Exeter City             | 2:0      | 1:0       |
| AFC Wrexham            | 2:4             | Sheffield United        | 1:1      | 1:3       |
| Wigan Athletic         | 1:3             | FC Chesterfield         | 1:2      | 0:1       |
| AFC Rochdale           | 2:4             | Stoke City              | 1:3      | 1:1       |
| FC Reading             | 3:1             | Swansea City            | 2:0      | 1:1       |
| Oldham Athletic        | 1:5             | Grimsby Town            | 1:0      | 0:5       |
| Norwich City           | 3:4             | FC Barnet               | 2:1      | 1:3       |
| Northampton Town       | 3:3 (0:2 i. E.) | FC Millwall             | 2:1      | 1:2       |
| Oxford United          | 7:3             | Plymouth Argyle         | 2:0      | 5:3       |
| Peterborough United    | 4:3             | FC Portsmouth           | 2:2      | 2:1       |
| Queens Park Rangers    | 2:3             | Wolverhampton Wanderers | 0:2      | 2:1       |
| Port Vale              | 2:3             | York City               | 1:2      | 1:1       |
| Wycombe Wanderers      | 5:6             | FC Fulham               | 1:2      | 4:4       |

### Zweite Runde
Zu den 35 Siegern der ersten Runde gesellten sich 2 Erstligaabsteiger des Vorjahres sowie 13 weitere Premier-League-Vereine, die sich nicht für einen europäischen Wettbewerb qualifiziert haben, hinzu.
|                   | Gesamt |                         | Hinspiel | Rückspiel |
| ----------------- | ------ | ----------------------- | -------- | --------- |
| Grimsby Town      | 4:3    | Sheffield Wednesday     | 2:0      | 2:3       |
| FC Fulham         | 0:2    | Wolverhampton Wanderers | 0:1      | 0:1       |
| Hull City         | 2:2    | Crystal Palace          | 1:0      | 1:2 n. V. |
| Ipswich Town      | 4:1    | Torquay United          | 1:1      | 3:0       |
| Leyton Orient     | 5:7    | Bolton Wanderers        | 1:3      | 4:4       |
| FC Chesterfield   | 2:6    | FC Barnsley             | 1:2      | 1:4       |
| FC Burnley        | 0:6    | Stoke City              | 0:4      | 0:2       |
| Huddersfield Town | 1:3    | West Ham United         | 1:0      | 0:3       |
| Birmingham City   | 5:3    | Stockport County        | 4:1      | 1:2       |
| Blackburn Rovers  | 6:1    | Preston North End       | 6:0      | 0:1       |
| FC Blackpool      | 2:3    | Coventry City           | 1:0      | 1:3       |
| Luton Town        | 3:5    | West Bromwich Albion    | 1:1      | 2:4       |
| FC Middlesbrough  | 3:0    | FC Barnet               | 1:0      | 2:0       |
| AFC Sunderland    | 4:2    | FC Bury                 | 2:1      | 2:1       |
| Southend United   | 0:6    | Derby County            | 0:1      | 0:5       |
| Tottenham Hotspur | 5:2    | Carlisle United         | 3:2      | 2:0       |
| FC Watford        | 1:5    | Sheffield United        | 1:1      | 0:4       |
| FC Wimbledon      | 9:2    | FC Millwall             | 5:1      | 4:1       |
| FC Southampton    | 5:1    | FC Brentford            | 3:1      | 2:0       |
| Scunthorpe United | 0:6    | FC Everton              | 0:1      | 0:5       |
| Nottingham Forest | 2:3    | FC Walsall              | 0:1      | 2:2 n. V. |
| Notts County      | 1:2    | Tranmere Rovers         | 0:2      | 1:0       |
| Oxford United     | 6:2    | York City               | 4:1      | 2:1       |
| FC Reading        | 2:0    | Peterborough United     | 0:0      | 2:0       |
| Leeds United      | 4:3    | Bristol City            | 3:1      | 1:2       |

### Dritte Runde
Neben den 25 Siegern der zweiten Runde kamen nun noch die sieben Vereine, die sich für einen europäischen Vereinswettbewerb qualifiziert hatten, dazu.
| Datum            |                      | Ergebnis        |                         |
| ---------------- | -------------------- | --------------- | ----------------------- |
| 14. Oktober 1997 | FC Arsenal           | 4:1 n. V.       | Birmingham City         |
| 14. Oktober 1997 | FC Barnsley          | 1:2             | FC Southampton          |
| 14. Oktober 1997 | Bolton Wanderers     | 2:0 n. V.       | FC Wimbledon            |
| 14. Oktober 1997 | Coventry City        | 4:1             | FC Everton              |
| 14. Oktober 1997 | Grimsby Town         | 3:1             | Leicester City          |
| 14. Oktober 1997 | Ipswich Town         | 2:0             | Manchester United       |
| 14. Oktober 1997 | FC Middlesbrough     | 2:0             | AFC Sunderland          |
| 14. Oktober 1997 | Newcastle United     | 2:0             | Hull City               |
| 14. Oktober 1997 | Oxford United        | 1:1 (6:5 i. E.) | Tranmere Rovers         |
| 14. Oktober 1997 | FC Reading           | 4:2             | Wolverhampton Wanderers |
| 14. Oktober 1997 | Tottenham Hotspur    | 1:2             | Derby County            |
| 14. Oktober 1997 | FC Walsall           | 2:1             | Sheffield United        |
| 14. Oktober 1997 | West Bromwich Albion | 0:2             | FC Liverpool            |
| 14. Oktober 1997 | West Ham United      | 3:0             | Aston Villa             |
| 15. Oktober 1997 | FC Chelsea           | 1:1 (4:1 i. E.) | Blackburn Rovers        |
| 15. Oktober 1997 | Stoke City           | 1:3 n. V.       | Leeds United            |

### Vierte Runde
| Datum             |                  | Ergebnis  |                  |
| ----------------- | ---------------- | --------- | ---------------- |
| 18. November 1997 | FC Arsenal       | 1:0 n. V. | Coventry City    |
| 18. November 1997 | Derby County     | 0:1       | Newcastle United |
| 18. November 1997 | Leeds United     | 2:3       | FC Reading       |
| 18. November 1997 | FC Liverpool     | 3:0       | Grimsby Town     |
| 18. November 1997 | FC Middlesbrough | 2:1 n. V. | Bolton Wanderers |
| 18. November 1997 | Oxford United    | 1:2 n. V. | Ipswich Town     |
| 18. November 1997 | West Ham United  | 4:1       | FC Walsall       |
| 19. November 1997 | FC Chelsea       | 2:1 n. V. | FC Southampton   |

### Viertelfinale
| Datum          |                  | Ergebnis        |                  |
| -------------- | ---------------- | --------------- | ---------------- |
| 6. Januar 1998 | Newcastle United | 0:2 n. V.       | FC Liverpool     |
| 6. Januar 1998 | FC Reading       | 0:1             | FC Middlesbrough |
| 6. Januar 1998 | West Ham United  | 1:2             | FC Arsenal       |
| 7. Januar 1998 | Ipswich Town     | 2:2 (1:4 i. E.) | FC Chelsea       |

### Halbfinale
Die Hinspiele wurden am 27. Januar 1998 und 28. Januar 1998, die Rückspiele am 18. Februar 1998 ausgetragen.
|              | Gesamt |                  | Hinspiel | Rückspiel |
| ------------ | ------ | ---------------- | -------- | --------- |
| FC Liverpool | 2:3    | FC Middlesbrough | 2:1      | 0:2       |
| FC Arsenal   | 3:4    | FC Chelsea       | 2:1      | 1:3       |

### Finale
| FC Chelsea                                         | FC Chelsea | FC Middlesbrough | FC Middlesbrough |
| -------------------------------------------------- | --- | --- | ---------------- |
| FC Chelsea                                         | \| Finale \| \| Sonntag, 29. März 1998 in London (Wembley-Stadion) \| \| Ergebnis: 2:0 n. V. \| \| Zuschauer: 77.968 \| \| Schiedsrichter: Peter Jones \| \| Spielbericht \|                                          | \| Finale \| \| Sonntag, 29. März 1998 in London (Wembley-Stadion) \| \| Ergebnis: 2:0 n. V. \| \| Zuschauer: 77.968 \| \| Schiedsrichter: Peter Jones \| \| Spielbericht \|                                                             | FC Middlesbrough |
| FC Chelsea                                         | Ed de Goey, Dan Petrescu, Frank Lebœuf, Michael Duberry, Frank Sinclair, Graeme Le Saux, Roberto Di Matteo, Dennis Wise, Eddie Newton, Gianfranco Zola, Mark Hughes (83. Tore André Flo) Cheftrainer: Gianluca Vialli | Mark Schwarzer, Gianluca Festa, Steve Vickers, Nigel Pearson, Vladimír Kinder, Paul Merson, Robbie Mustoe, Neil Maddison (102. Mikkel Beck), Andy Townsend, Hámilton Ricard (65. Paul Gascoigne), Marco Branca Cheftrainer: Bryan Robson | FC Middlesbrough |
| FC Chelsea                                         | 1:0 Frank Sinclair (95.) 2:0 Roberto Di Matteo (107.) | | FC Middlesbrough |
| Finale                                             | | |                  |
| Sonntag, 29. März 1998 in London (Wembley-Stadion) | | |                  |
| Ergebnis: 2:0 n. V.                                | | |                  |
| Zuschauer: 77.968                                  | | |                  |
| Schiedsrichter: Peter Jones                        | | |                  |
| Spielbericht                                       | | |                  |